# Liste der Innenminister von Bolivien
Das Amt des Innenministers in Bolivien wird als Ministro de Gobierno bezeichnet.

## Innenminister
| Ernannt       | Posten verlassen | Innenminister                       | Bemerkung | Oberbefehlshaber Policía Nacional de Bolivia (Amtsantritt) | im Regierungskabinett von       |
| ------------- | ---------------- | ----------------------------------- | --- | ---------------------------------------------------------- | ------------------------------- |
| 16. Aug. 1835 | 11. Dez. 1837    | José Ignacio Sanjines               | (* 1786 in Chuquisaca; † 15. August 1864 in Sucre) Encargado del Despacho de la Secretaría del Interior y Relaciones Exteriores |                                                            | Andrés Santa Cruz y Calahumana  |
| Apr. 1932     |                  | Enrique Hertzog                     | |                                                            | Daniel Salamanca Urey           |
| 1934          |                  | José Antonio Quiroga Chinchilla     | |                                                            | Daniel Salamanca Urey           |
| 12. Aug. 1938 | 18. März 1939    | Gabriel Gosálvez Tejada             | |                                                            | Germán Busch Becerra            |
| 1940          | 1942             | Elías Belmonte Pabón                | (* 23. Oktober 1905 in Irupana; † 2001 in La Paz)                                                                               |                                                            | Enrique Peñaranda del Castillo  |
| 1943          |                  | Alberto Taborga                     | |                                                            | Enrique Peñaranda del Castillo  |
| 1944          |                  | Teniente-Coronel Alfredo Pacheco    | |                                                            | Gualberto Villarroel López      |
| 10. März 1947 |                  | Roberto Bilbao la Vieja             | |                                                            | Enrique Hertzog                 |
| 1948          | 1949             | Alfredo Mollinedo Imana             | (* 20. Dezember 1896 in Achacachi; † 20. Februar 1973 in La Paz) Arzt                                                           |                                                            | Enrique Hertzog                 |
| 15. Feb. 1951 | 16. Mai 1951     | José Saavedra Suarez                | [ 2 ] |                                                            | Mamerto Urriolagoitia Harriague |
| 16. Mai 1951  | 8. Apr. 1952     | Antonio Seleme Vargas               | | Donato Millán                                              | Hugo Ballivián Rojas            |
| 1956          | 1958             | José Cuadros Quiroga                | |                                                            | Hernán Siles Zuazo              |
| 5. Jan. 1962  | 3. Feb. 1964     | José Antonio Arze Murillo           | |                                                            | Víctor Paz Estenssoro           |
| 3. Feb. 1964  | 6. Aug. 1964     | Rubén Julio Castro                  | |                                                            | Víctor Paz Estenssoro           |
| 6. Aug. 1964  |                  | Antonio Arguedas Mendieta           | |                                                            | René Barrientos Ortuño          |
| 27. Juli 1968 |                  | David Fernández Viscarra            | |                                                            | René Barrientos Ortuño          |
| 7. Okt. 1970  | 21. Aug. 1971    | Jorge Gallardo Lozada               | |                                                            | Juan Torres Gonzáles            |
| 23. Aug. 1971 | 28. Dez. 1971    | Andrés Selich Chop                  | |                                                            | Hugo Banzer Suárez              |
| 28. Dez. 1971 |                  | Mario Adett Zamora                  | |                                                            | Hugo Banzer Suárez              |
| 1972          | 1978             | Alfredo Arce Carpio                 | |                                                            | Hugo Banzer Suárez              |
| 1974          |                  | Wálter Castro Avendaño              | |                                                            | Hugo Banzer Suárez              |
| 1975          |                  | Juan Pereda Asbún                   | Ministro del Interior, Migración y Justicia                                                                                     |                                                            | Hugo Banzer Suárez              |
| 18. Juli 1980 | 4. Aug. 1981     | Luis Arce Gómez                     | |                                                            | Luis García Meza Tejada         |
| 1982          |                  | Mario Roncal Antezana               | Gustavo Sánchez Salazar, Vizeministro de Gobierno                                                                               | Eddy Cordero Márquez 1982                                  | Hernán Siles Zuazo              |
| 1983          | März 1985        | Federico Álvarez Plata              | | Mario Terán Lavadenz 1983                                  | Guido Vildoso Calderón          |
| März 1985     |                  | Gustavo Sánchez Salazar             | | Mario Rada Fernández 1984                                  | Víctor Paz Estenssoro           |
| 1985          |                  | Federico Kaune Arteaga              | | Ivar Guerrero Lema 1985                                    | Víctor Paz Estenssoro           |
| 1985          |                  | Fernando Bartelemy                  | | Julio Vargas Soto 1985                                     | Víctor Paz Estenssoro           |
| 1987          |                  | Juan Carlos Durán Saucedo           | | Raúl Escobar López 1987                                    | Víctor Paz Estenssoro           |
| 1989          |                  | Eduardo Pérez Beltrán               | | David Hinojosa 1987                                        | Jaime Paz Zamora                |
| 1989          |                  | Guillermo Capobianco                | | Mario Molina Herrera 1987                                  | Jaime Paz Zamora                |
| 1991          |                  | Carlos Saavedra                     | | Felipe Carvajal 1989                                       | Jaime Paz Zamora                |
| 1993          |                  | Marco Antonio Oviedo                | Vizeministro de Gobierno: 1993–1996: Hugo San Martín Arzabe (* 1951 in La Paz)                                                  | Jaime Céspedes Barrientos 1989                             | Gonzalo Sánchez de Lozada       |
| 1993          | 16. Dez. 1994    | Germán Quiroga Gómez                | | Luis Prieto Quirós 1992                                    | Gonzalo Sánchez de Lozada       |
| 1995          |                  | Carlos Sánchez Berzain              | | Einar López Flores 1993                                    | Gonzalo Sánchez de Lozada       |
| 1996          |                  | Víctor Hugo Canelas                 | | Luis Rocha Martínez 1994                                   | Gonzalo Sánchez de Lozada       |
| 1997          |                  | Juan Franklin Anaya Vázquez (Panka) | | Willy Arriaza Monje 1995                                   | Hugo Banzer Suárez              |
| 1997          | 1999             | Guido Náyar Parada                  | | Tomas Asturrizaga 1997                                     | Hugo Banzer Suárez              |
| 1999          |                  | Walter Guiteras                     | | Ivar Narváez 1998                                          | Hugo Banzer Suárez              |
| 2000          |                  | Guillermo Fortún Suárez             | (* 1939; † 15. September 2012 in La Paz)                                                                                        | José Luis Medina 1998                                      | Hugo Banzer Suárez              |
| 2001          |                  | Leopoldo Fernández                  | | Roberto Pérez Telleria 2000                                | Jorge Quiroga Ramírez           |
| 2002          |                  | José Luis Lupo                      | | Walter Osinaga 2001                                        | Gonzalo Sánchez de Lozada       |
| 2002          | Feb. 2003        | Alberto Gasser Vargas               | | Walter Carrasco 2002                                       | Gonzalo Sánchez de Lozada       |
| Feb. 2003     | 17. Okt. 2003    | Yerko Andrés Kukoc del Carpio       | | Edgar Pardo 2003                                           | Carlos Mesa                     |
| 2004          |                  | Alicia Muñoz Alá                    | (* 12. September 1951 en Llallagua-Potosí) Licenciada en Antropología                                                           |                                                            | Carlos Mesa                     |
| 2005          |                  | Saúl Lara Torrico                   | |                                                            | Eduardo Rodríguez               |
| 2005          |                  | Gustavo Avila Bustamante            | |                                                            | Eduardo Rodríguez               |
| Jan. 2007     | Jan. 2010        | en:Alfredo Rada                     | |                                                            | Evo Morales                     |
| Jan. 2010     | 27. Sep. 2011    | Sacha Llorenti                      | |                                                            | Evo Morales                     |
| 27. Sep. 2011 | Jan. 2012        | Wilfredo Chávez                     | [ 5 ] |                                                            | Evo Morales                     |
| 23. Jan. 2012 |                  | Carlos Romero Bonifaz               | ocupa el cargo de Ministro de Gobierno Mediante Decreto Presidencial 1125 de 23 de enero de 2012.                               |                                                            | Evo Morales                     |

Quelle: